# 岱海镇
岱海镇，是中华人民共和国内蒙古自治区乌兰察布市凉城县下辖的一个建制镇。因乡镇机构改革，于2005年11月，由原城关镇、三苏木乡、厢地黄乡的十个村委员会合并而成。2009年4月29日，原属三苏木乡的园子沟、兵坝营划归岱海旅游区办事处。2017年，岱海镇的部分行政区划撤出，同时组建新的鸿茅镇。

## 地理及行政区划
岱海镇土地总面积368平方千米，占凉城县总面积的10.6%。人口7.86万人，下辖以下地区：
望海社区、苏义村、五苏木村、三苏木村、园子沟村、西营子村、元山子村、松树沟村和兵坝营村。